# Superficie de Dini

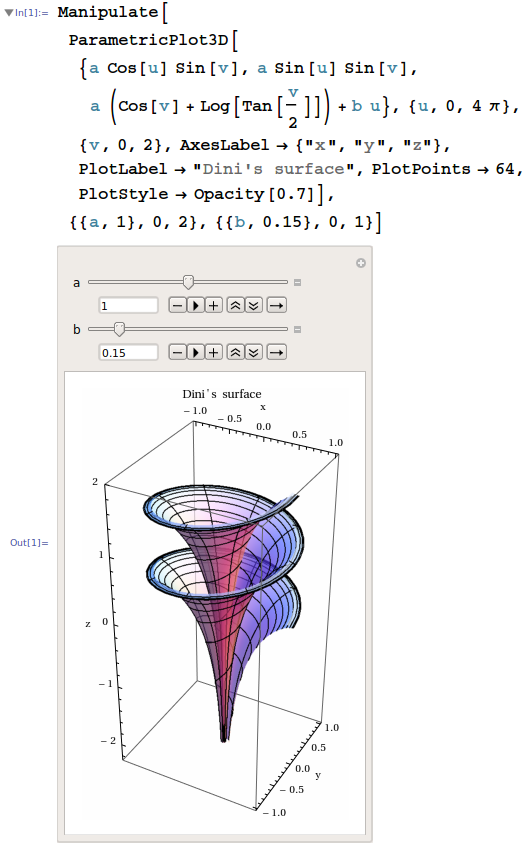
Superficie de Dini representada con parámetros ajustables utilizando Wolfram Mathematica.

En geometría, una superficie de Dini es una superficie con curvatura constante negativa que puede construirse girando una pseudoesfera. Recibe su nombre de Ulisse Dini y está descrita por las siguientes ecuaciones paramétricas:
{\displaystyle {\begin{aligned}x&=a\cos u\sin v\\y&=a\sin u\sin v\\z&=a\left(\cos v+\log \tan {\frac {v}{2}}\right)+bu\end{aligned}}}

Superficie de Dini con 0 ≤ u ≤ 4π y 0.01 ≤ v ≤ 1, y con constantes a = 1.0 y b = 0.2.

Otra descripción es como un helicoide construido a partir de la tractriz.